# Scambus insidiosus
Scambus insidiosus là một loài tò vò trong họ Ichneumonidae.